# Anolis smaragdinus
Anolis smaragdinus is een hagedis uit de familie anolissen (Dactyloidae).

## Naam en indeling
De wetenschappelijke naam van de soort werd voor het eerst voorgesteld door Thomas Barbour en Benjamin Shreve in 1935. Er worden twee ondersoorten erkend, die onderstaand zijn weergegeven, met de auteur en het verspreidingsgebied.
| Naam                       | Auteur                 | Verspreidingsgebied                      |
| -------------------------- | ---------------------- | ---------------------------------------- |
| Anolis smaragdinus lerneri | Oliver, 1948           | Bahama's (Bimini, Berry Islands, Andros) |
| Anolis smaragdinus         | Barbour & Shreve, 1935 | Bahama's, Little San Salvador Island     |

## Uiterlijke kenmerken
De totale lichaamslengte inclusief de staart bedraagt ongeveer 23 centimeter. De staart is echter meer dan twee keer zo lang als het lichaam en de kop samen. De lichaamskleur is smaragdgroen, in de voorpootoksels is een zwarte vlek aanwezig. De keelwam is oranje tot roze van kleur. De anolis heeft een relatief langgerekte snuit.

## Verspreidingsgebied
De anolis komt endemisch voor in de Bahama's.
 De soort wordt op verschillende eilanden van de archipel aangetroffen.